# Stamátis Spanoudákis
Stamátis Spanoudákis (grec moderne : Σταμάτης Σπανουδάκης), né le 11 décembre 1948 à Athènes, est un compositeur grec.

## Biographie
Stamátis Spanoudákis commença par étudier la guitare classique. Il s'essaya ensuite à la musique pop comme bassiste dans divers groupes. Il joua à Paris et Londres où il vécut et composa ses premières œuvres.
Il finit par partir étudier la musique classique au conservatoire de Wurtzbourg où il fut l'élève de Bertold Hummel. Il revint terminer sa formation à Athènes avec Konstantinos Kydoniatis.
Il s'est aussi intéressé à la musique byzantine, intégrant ainsi toutes ses influences (classique, pop, byzantine) dans son travail.
Il a enregistré plus de 50 albums dont des musiques de film.

## Œuvres
- 2012 : Thalassa (Sony Music Greece)
- 2011 : Je Veux Toujours Être avec Toi (CD Baby.Com/Indys)
- 2008 : Moments Gone 3 (CD Baby.Com/Indys)
- 2008 : Alexandros: Myth of East Dream of West (CD Baby.Com)
- 2006 : Moments Gone 2 (CD Baby.Com/Indys)
- 2004 : Les Mariées (musique de film)
- 1998 : Sur le Chemin de la vie (musique de film)
- 1989 : Τανιράμα (avec Eleftheria Arvanitaki)
- 1988 : Και μπήκαμε στα χρόνια (chansons, avec Eleni Vitali)
- 1988 : Le Buteur numéro 9 (musique de film)
- 1987 : Κοντραμπάντο (avec Eleftheria Arvanitaki)
- 1985 : Les Années de pierre (musique de film)
- 1985 : Une aussi longue absence (musique de film)
- 1975 : Prométhée à la deuxième personne (musique de film)
- 1975 : Bio-graphia (musique de film)
- 1974 : Les Couleurs de l'iris (musique de film)